# 阿波踊り

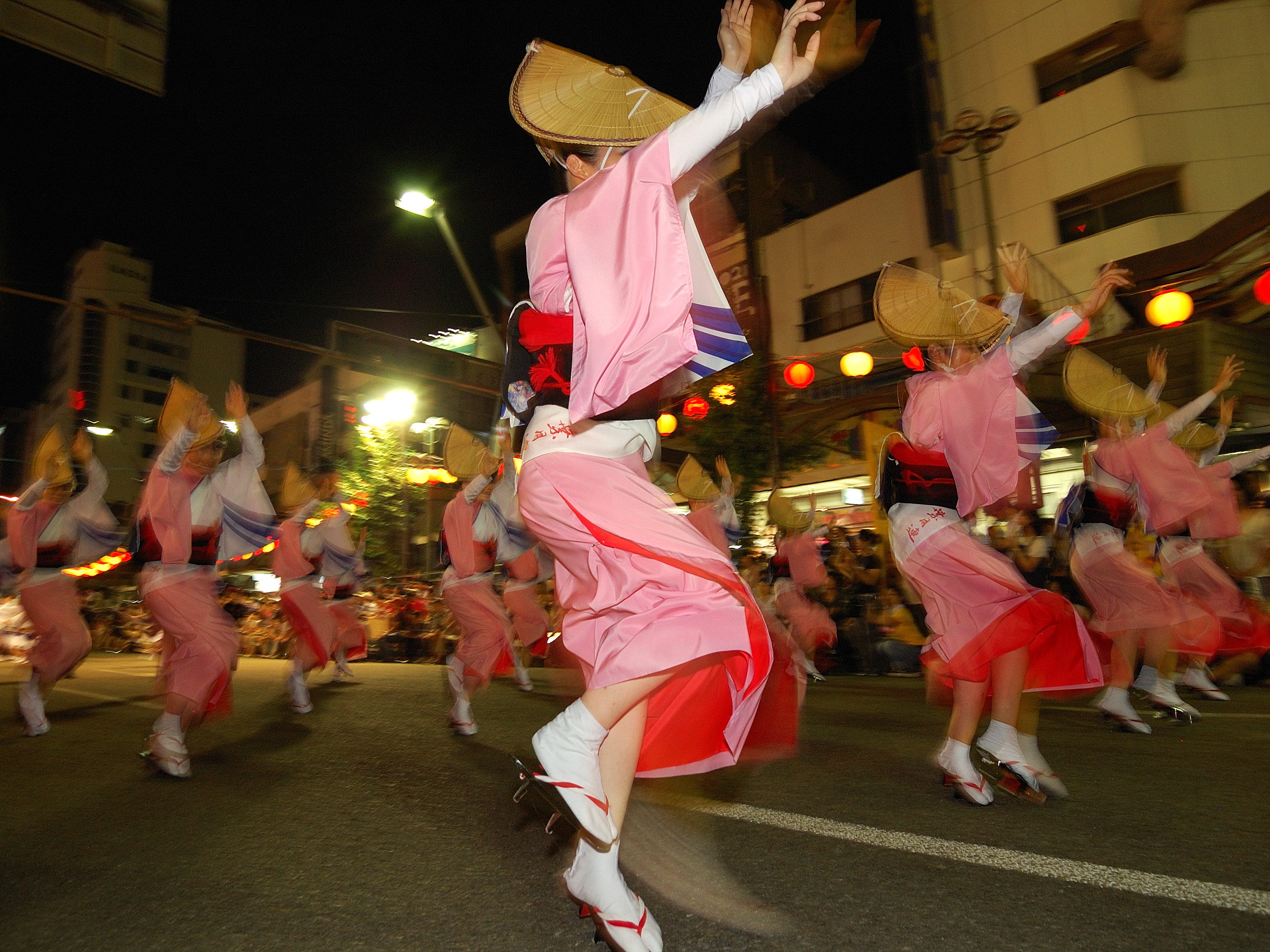
徳島市阿波おどり

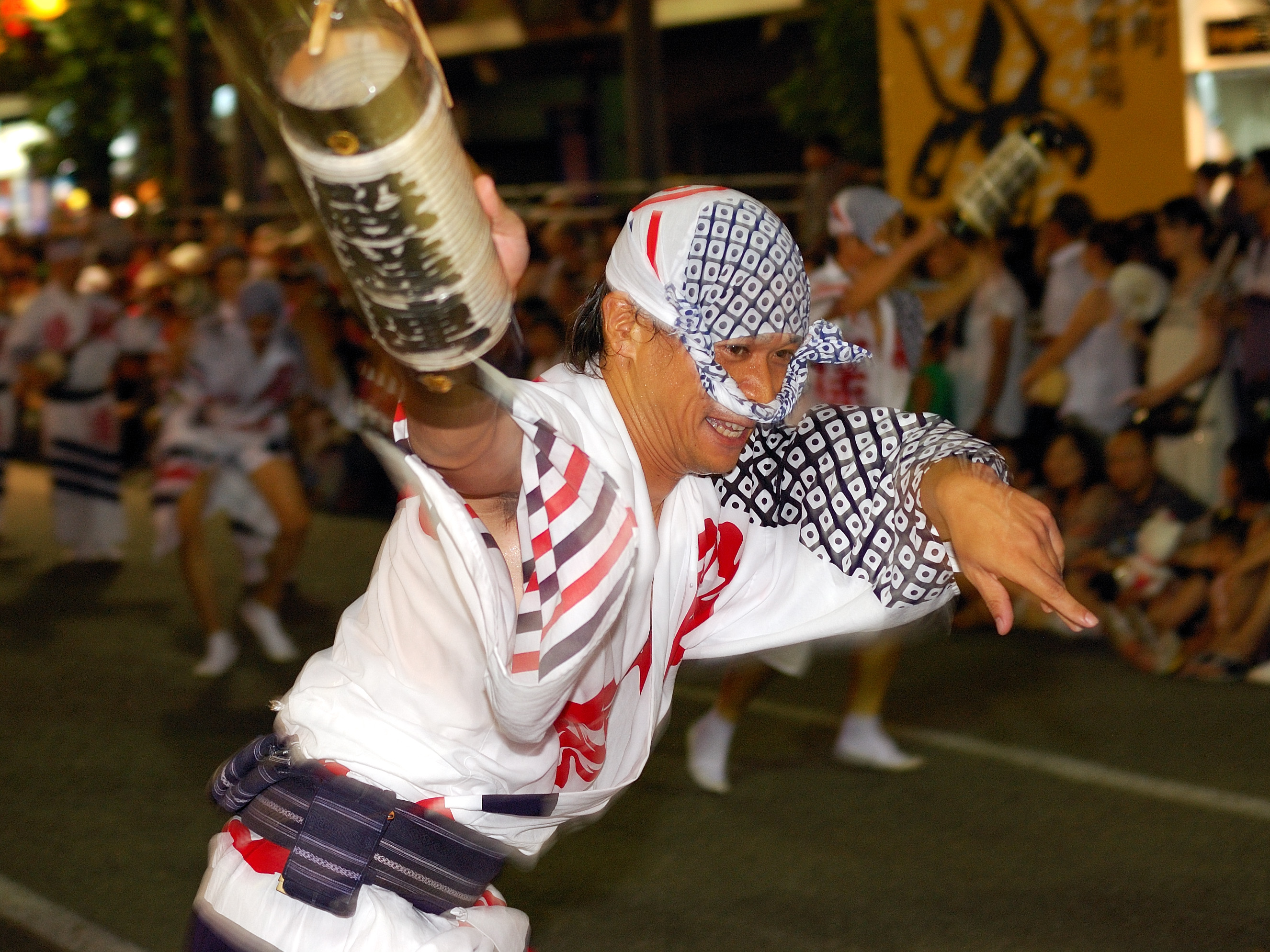
男踊りは振りが大きいのが特徴

阿波踊り（あわおどり）は、阿波国（現・徳島県）を発祥とする盆踊り。高知のよさこい祭りと愛媛の新居浜太鼓祭りと並ぶ四国三大祭りであり、日本三大盆踊りの一つとしても知られる。
明治5年12月3日（旧暦：天保暦）が明治6年1月1日（新暦：グレゴリオ暦）に改暦されてからお盆の開催時期が移動し、盆踊り（阿波踊り）の開催日も旧暦・新暦・月遅れ・週末開催・任意の日など、お盆との関連が薄まって様々な日程で開催されるようになった。
現在は、阿波国以外にも伝播し、東京都など他の地域でも大規模に開催されるようになっている（#各地の阿波踊りを参照）。日本三大盆踊りや四国三大祭りの代表的な存在であり、約400年の歴史を持つ日本の伝統芸能のひとつである「徳島市阿波おどり」（月遅れの8月12日 - 15日に開催）が踊り子や観客数において国内最大規模である。

## 概要

徳島市阿波おどり（水玉連の女踊り）動画。
2016年8月13日撮影。22秒を129フレーム（約13秒）に分割ループ。

三味線、太鼓、鉦鼓、篠笛などの2拍子の伴奏にのって連（れん）と呼ばれる踊り手の集団が踊り歩く。
えらいやっちゃ、えらいやっちゃ、ヨイヨイヨイヨイ、踊る阿呆（あほう）に見る阿呆、同じ阿呆なら踊らな損々…と唄われるよしこののリズムで知られる。しかし実際には、よしこのは大手の有名連以外ではあまり使われず、主にヤットサーヤットサーという掛け声のほうが多用されている。
「阿波踊」の名称は明治42年11月8日付「大阪朝日新聞阿波付録」が初出で、大正3年4月1日付「徳島毎日新聞」の記事では「徳島踊」と「阿波踊」の両方が用いられている。元来、盆踊りの時期のものを「阿波の盆踊り」または単に「盆踊り」、盆以外にイベントで踊られるものを「阿波踊り」と呼んでいたとされる。昭和初期になって日本画家・林鼓浪が「阿波の盆踊り」にかわって「阿波踊り」を用いることを提唱して世間に広まるきっかけになった。なお、徳島市や高円寺の阿波踊りではポスターや看板等においてもっぱら「阿波おどり」と表記される。また、徳島県が発行する印刷物等においても「阿波おどり」で統一されている。
徳島県内の小・中・高校では体育の授業や体育祭などで「阿波おどり」を演目として採用している学校も多数あり、徳島県民の代表的な踊りである。

## 歴史

### 近世
阿波踊りの起源に関しては三大起源説が知られている。
築城起源説
天正14年（1586年）あるいはその翌年に徳島藩藩祖の蜂須賀家政が無礼講として踊りを許したことを起源とする説である。
盆踊り起源説
鎌倉時代の念仏踊りから続く先祖供養のための踊りを起源とする説である。
風流踊り起源説
戦国時代末期に勝瑞城で行われていた風流踊りを起源とする説である。
一般的には盆踊りが基となって、組踊り、ぞめき踊り、俄（にわか）などの民衆芸能を取り入れ、庶民に支えられながら徳島の伝統芸能として定着してきたものと考えられている。
吉野川中下流域は阿波の「北方（きたがた）」と呼ばれる地域では藍作が盛んで、この阿波藍業による地域の経済力がその存立基盤となったとされる。この藍業、藍商の繁栄により阿波では人形浄瑠璃や三味線など芸事が興隆したが、特に藍商は淡路や大坂からプロの芸能者集団を呼び込み興行させるプロモーターとしての役割を果たすなど、商人層が民間芸能の発展を主導した。

### 近現代
阿波踊りは原初形態では盆踊りがベースになっていると考えられているが、藩政期から盛んだった俄や組踊りなどは明治時代にも引き継がれ行進型の乱舞がみられた。しかし、明治国家の「文明開化」路線とは相容れないものと捉えられ、徳島県当局から1868年から1870年の3か年にわたって取締令が出された。また、明治20年代末以後、インド藍の流入とドイツからの合成染料の本格的な輸入により、藍産業は急激に衰退し民間芸能に停滞をもたらした。
しかし、大正時代になり第一次世界大戦中の青島陥落（1914年）、大正天皇即位（1915年）さらに徳島市制30周年（1918年）など盆以外の時期に開催された祝賀奉祝行事で踊りが催行されたことを契機に、再び盆踊りが盛り上がりをみせ始めた。大正末期には景気の後退や疫病の流行などで踊りの熱気は冷めてしまったが、地域振興策として商工会議所などが主導して盆踊りの観光資源化が推進された。
また大正末期には徳島商工会議所や地元新聞社が主導して、徳島県外への盆踊りの宣伝活動に積極的に乗り出し、初の県外遠征として、1916年に和歌山県商工会議所の要請で紀三井寺千日参りに踊り子が派遣された。さらに1921年3月には神戸開港50周年祝賀行事に招待され、神戸市内で阿波踊りを披露している。
第二次世界大戦中には阿波踊りは中断を余儀なくされたが、戦後、1946年にはGHQ（連合国軍総司令部）と徳島県警察部保安課の折衝により復活が実現した。詳細は徳島市阿波おどりを参照。
一方で1950年代には阿波踊りの観光資源としての価値を高めるため、徳島県、徳島市、徳島市観光協会などが中心となって徳島県外や日本国外で宣伝活動を行った。特に1954年からは毎年京阪神に「キャラバン隊」が派遣された。
さらに1960年代から1970年代にかけて関東地方の約50か所で阿波踊りのイベントが開催されるようになり、1970年代には阿波踊りは日本全国へ伝播した。首都圏で嚆矢となったのは東京・高円寺であるが、開催が始まったのは1957年のことであった。詳細は東京高円寺阿波おどりを参照。

## 連

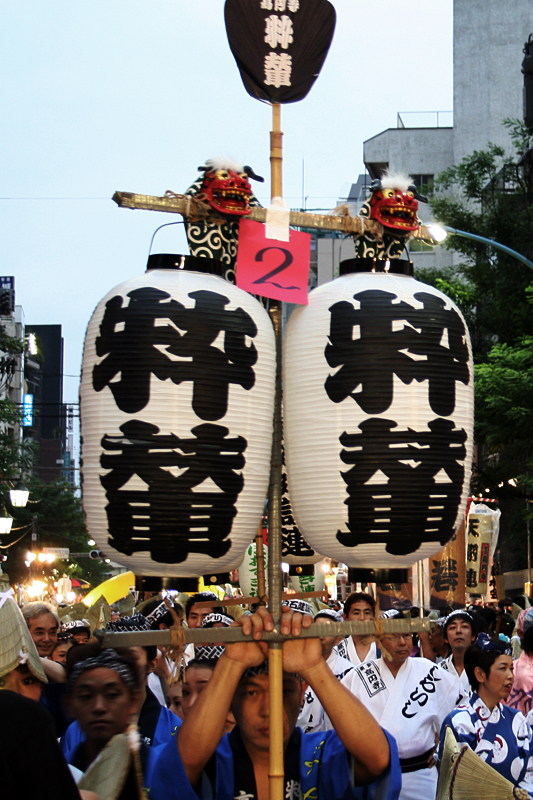
高円寺阿波おどりの粋輦

阿波踊りの踊りのグループを「連（れん）」という。連の規模は平均数十人程度であるが、踊り子や鳴り物のメンバーを含め100～200人規模の大きな連もある。
連には、阿波おどり振興協会・徳島県阿波踊り協会・阿波踊り保存協会のいずれかに所属する卓越した技術を持つ「有名連」、大学生などを中心に結成される「学生連」、会社や企業が結成する「企業連」などがある。

### 徳島県内の有名連
娯茶平
連員350人を超える徳島県最大規模の連であり、賜天覧4連のうちの一連。娯茶平調である。 東京の飛鳥連と姉妹連である。
のんき連
徳島一の歴史を誇る賜天覧4連のうちの一連。のんき調である。
新のんき連
姓億政明を初代連長とする、のんき調の連である。東京支部として東京新のんき連がある。
阿呆連
阿波踊り三大主流と呼ばれるもののうちの一つ、阿呆調である。東京の江戸っ子連と姉妹連である。

### その他地域の阿波踊り連（五十音順）
- 灯連（あかしれん）（東京都高円寺）
- しのぶ連（東京都高円寺）
- 東京天水連（東京都高円寺）
- 目黒銀座連（東京都目黒区）
- 三茶連（東京都世田谷区）
- やっとこ連（東京都世田谷区）
- 創作舞踊集団 寶船（東京都）
- かぐら連（東京都新宿区）
- かせい連（東京都中野区）
- 嬉咲連 ( 横浜市瀬谷区、旭区)
- 新粋連（東京都豊島区）
- 南粋連（東京都町田市）

- むさし南連（東京都小金井市）

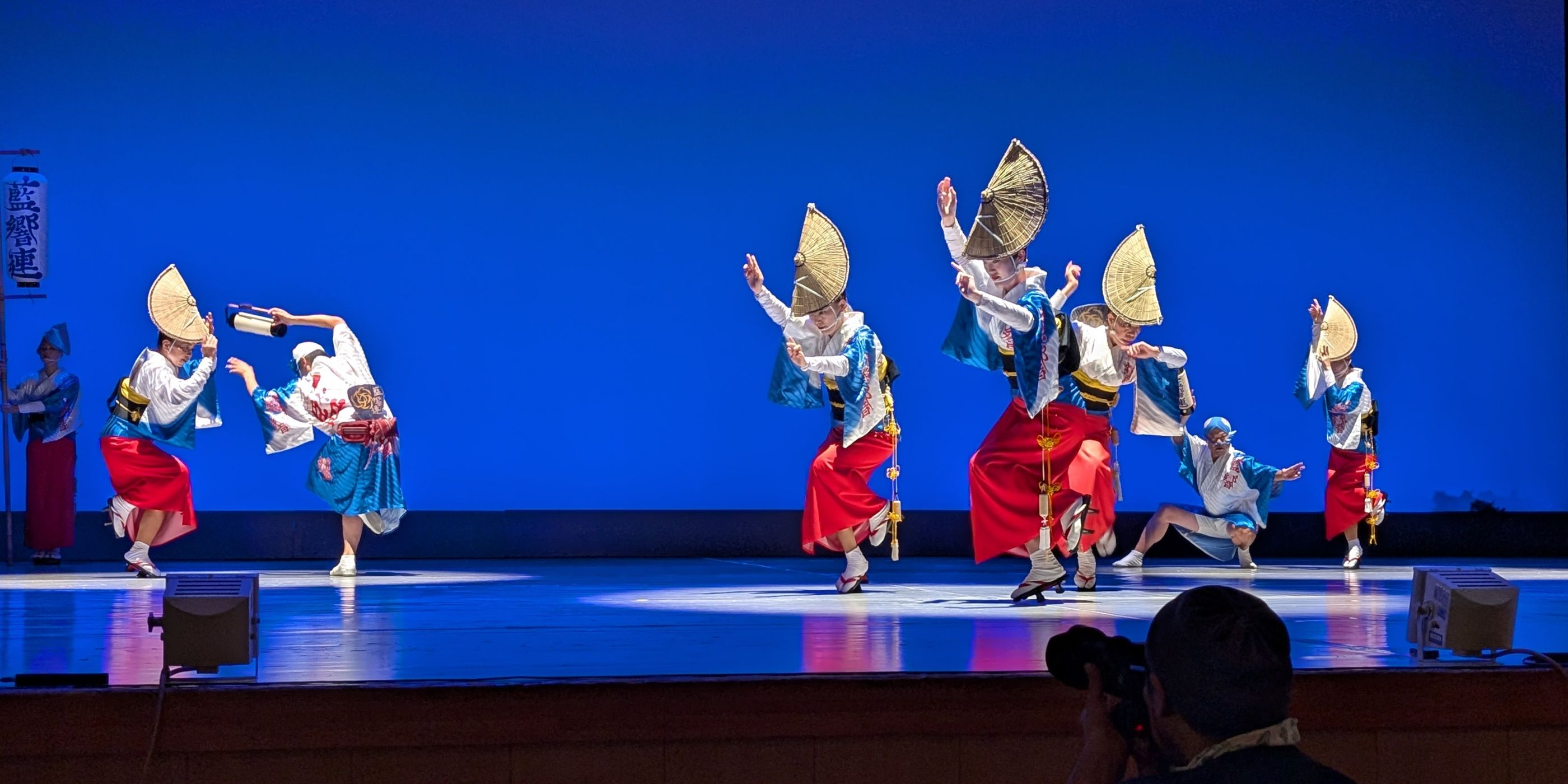
藍響連の演舞(南越谷)

- 藍響連（南越谷阿波おどり）（埼玉県越谷市）
- いなせ連（南越谷阿波踊り）（埼玉県草加市）
- 神戸楠公連（兵庫県神戸市）
- 神戸六甲連（兵庫県神戸市）
- 伍楽連 (神奈川県相模原市)
- さっぽろ五郎連（北海道 札幌市 北区あいの里）
- なにわ連（大阪府寝屋川市）
- 日本連（神奈川県座間市）
- 東林間連 (神奈川県相模原市)
- ちどり連 (厚木航空基地)
- 楓月連（ふうづきれん）（神奈川県大和市）

## 踊りの種類と衣装

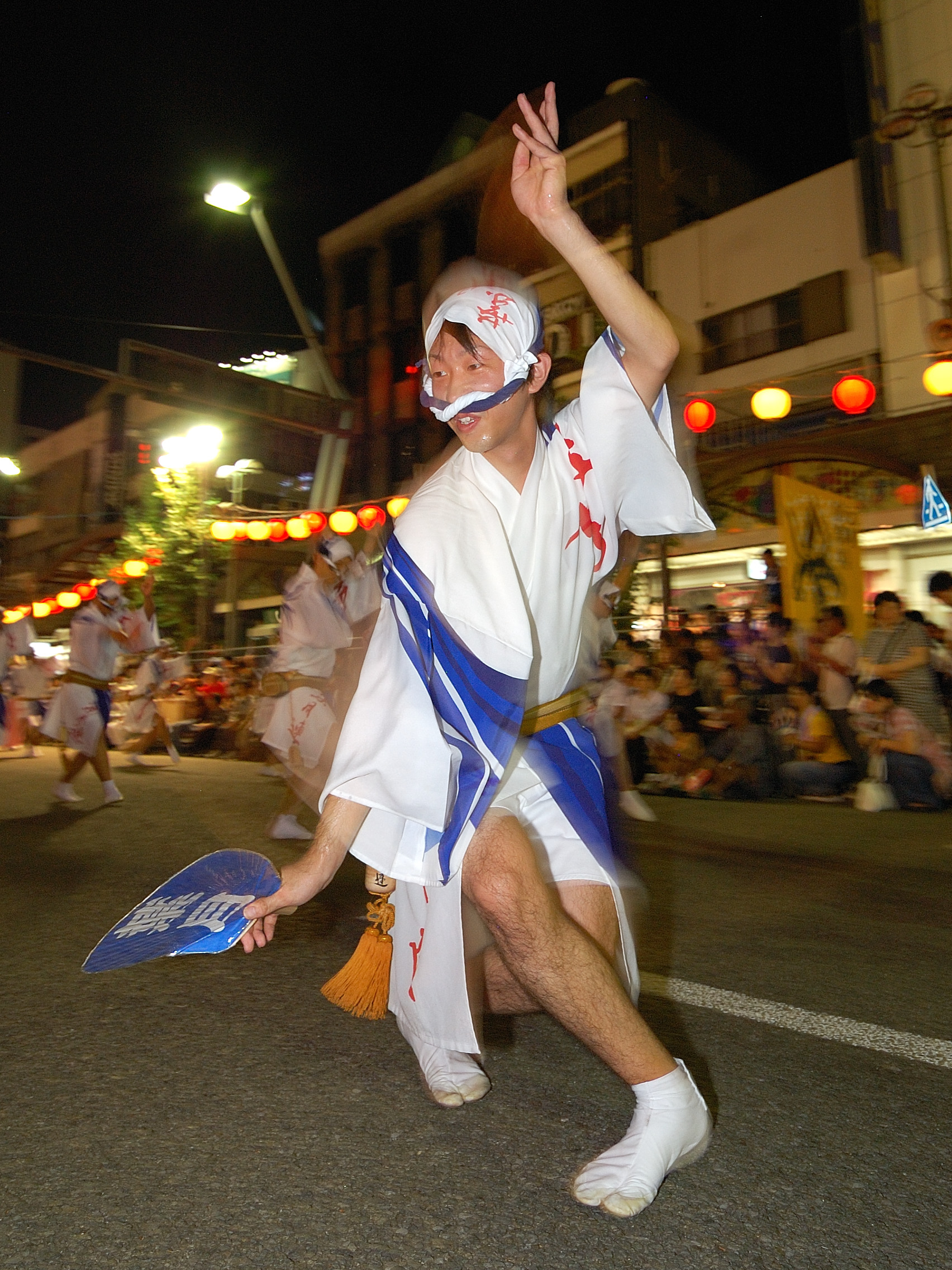
うちわを使った男踊り
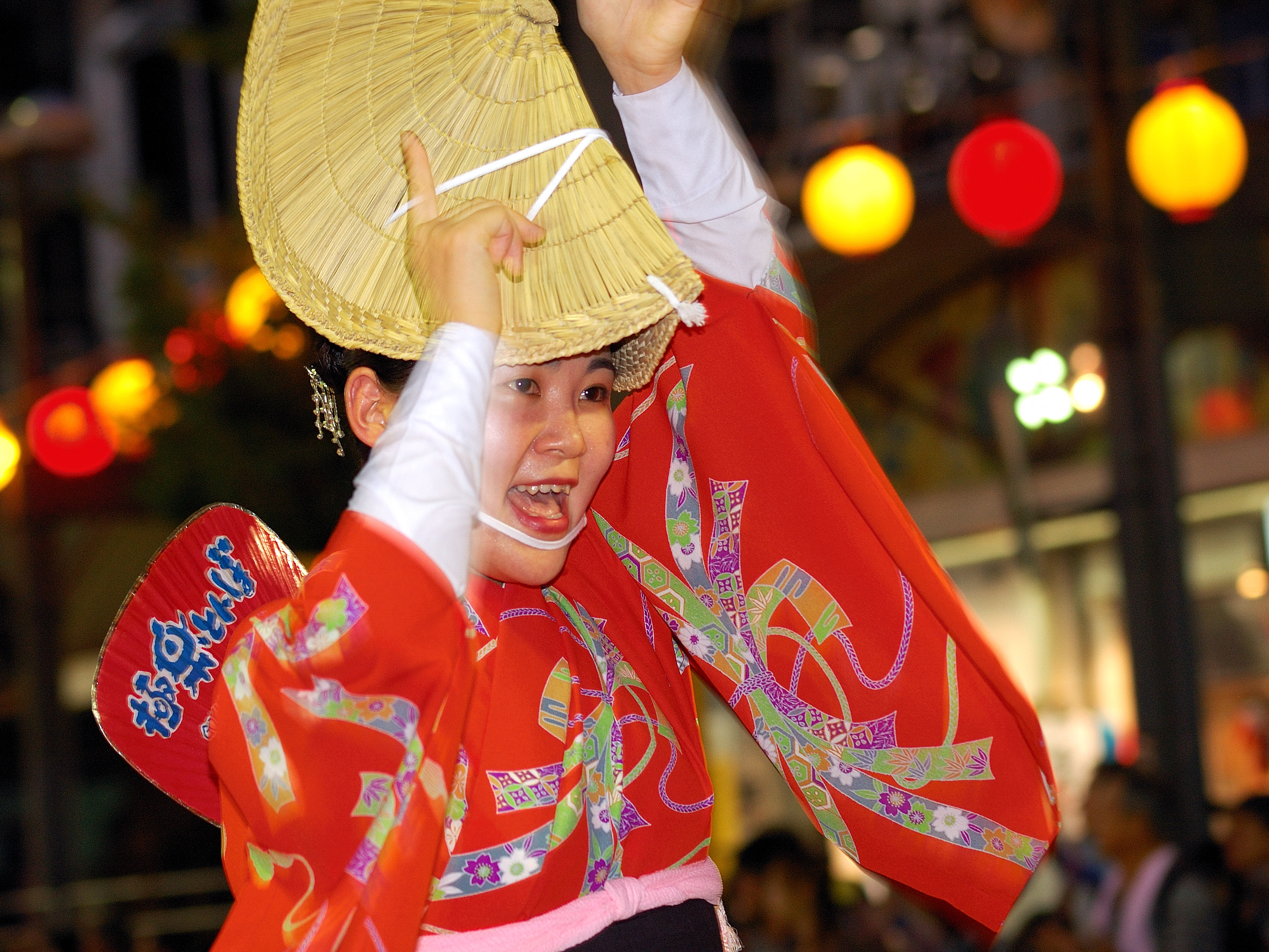
艶っぽさが魅力の女踊り
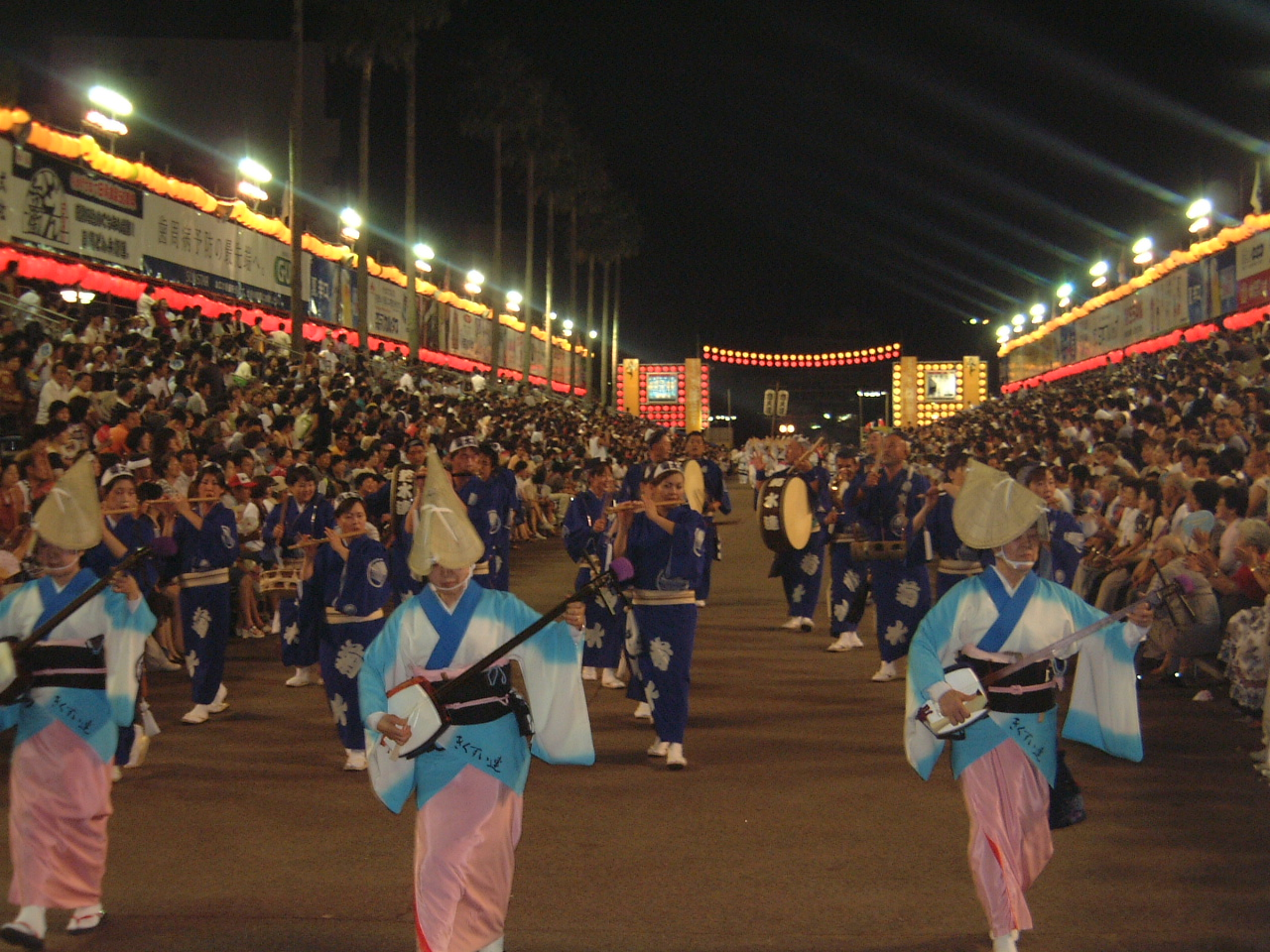
様々な鳴り物
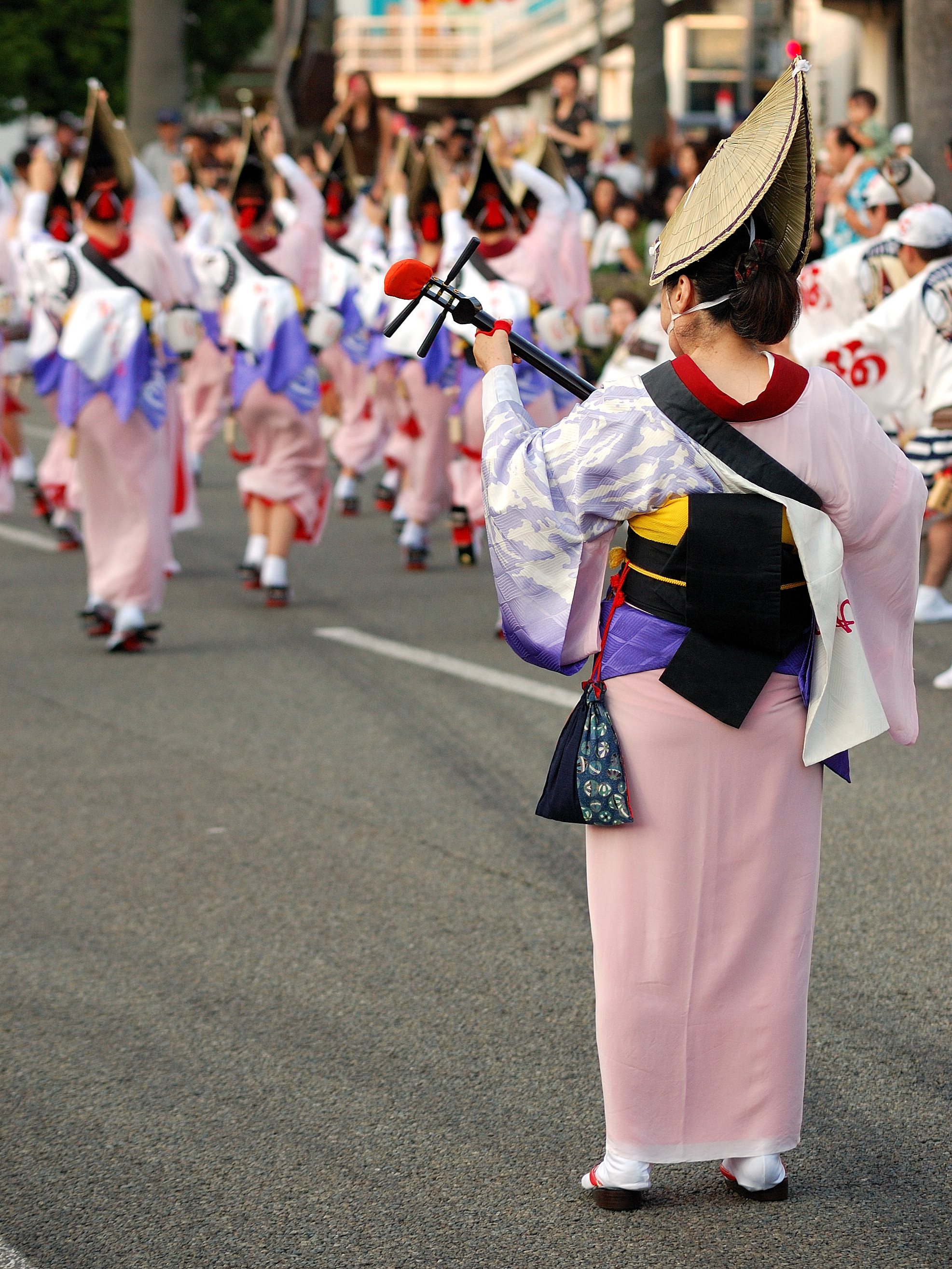
三味線は鳴り物の最前列を飾る
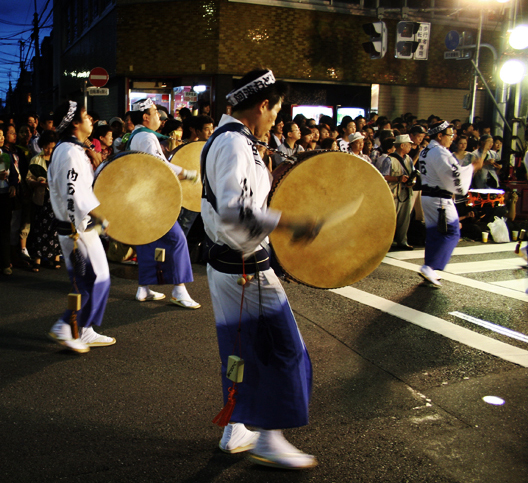
重低音で迫力を出す大太鼓（高円寺）
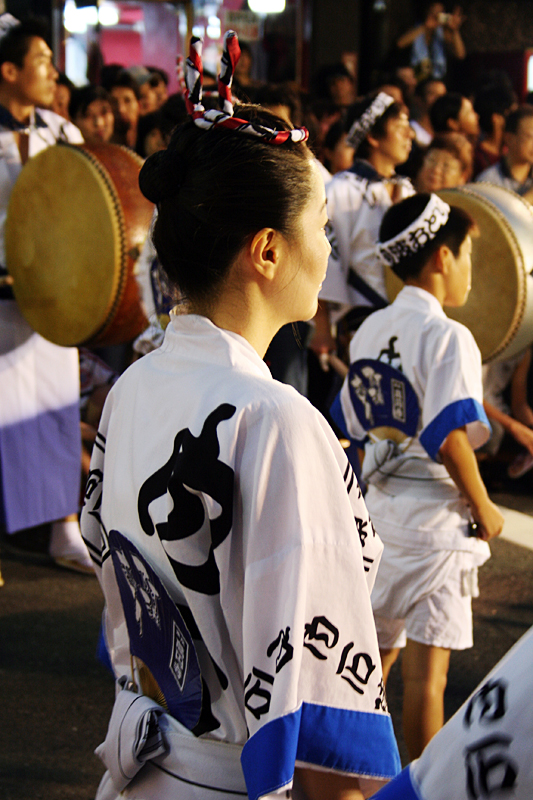
高円寺阿波おどりにて
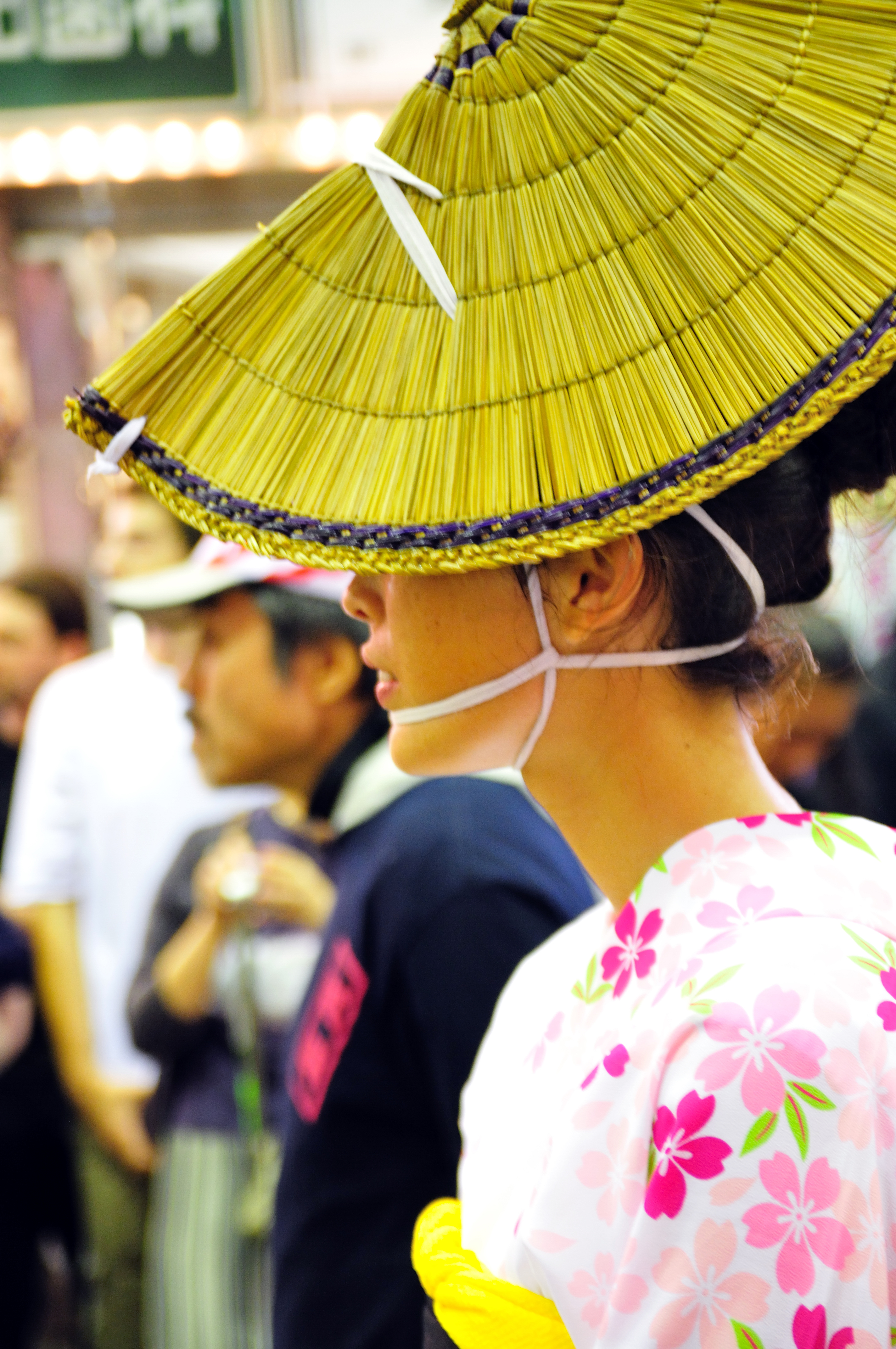
高円寺阿波おどりにて

### 男踊り
- 半天（法被）を着て踊る半天踊りと、男物の浴衣をしりからげに着て踊る浴衣踊りがあり、いずれも足袋を履いて踊る。
- 踊りの所作の振りは大小さまざま、時には勇猛に、時には滑稽に躍る。基本的には素手だがうちわやちょうちんなどを使っていることも多い。
- なお、この男踊りを女性の踊り手や少女が踊る場合もある。

### 女踊り[5]
- 女物の浴衣に編笠を深く被り、草履ではなく下駄を履くのが特徴。
- 艶っぽく、上品に踊るのが良いとされる。
- 一般の浴衣と異なりじゅばん、裾除け、手甲を付け黒繻子の半幅帯をお太鼓のように結ぶ場合が多い。

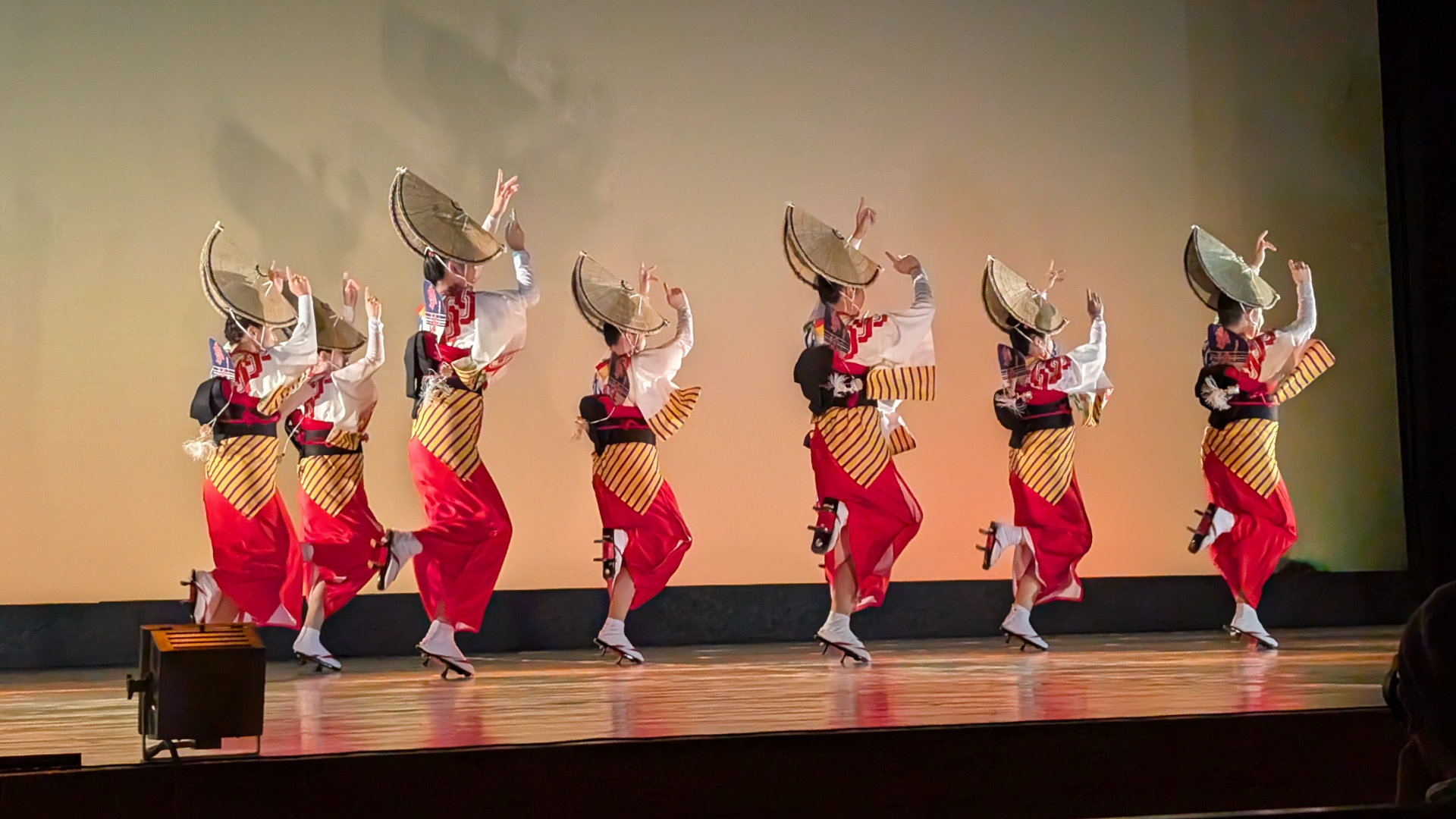
南越谷・勢連（きおいれん）の女踊り 01
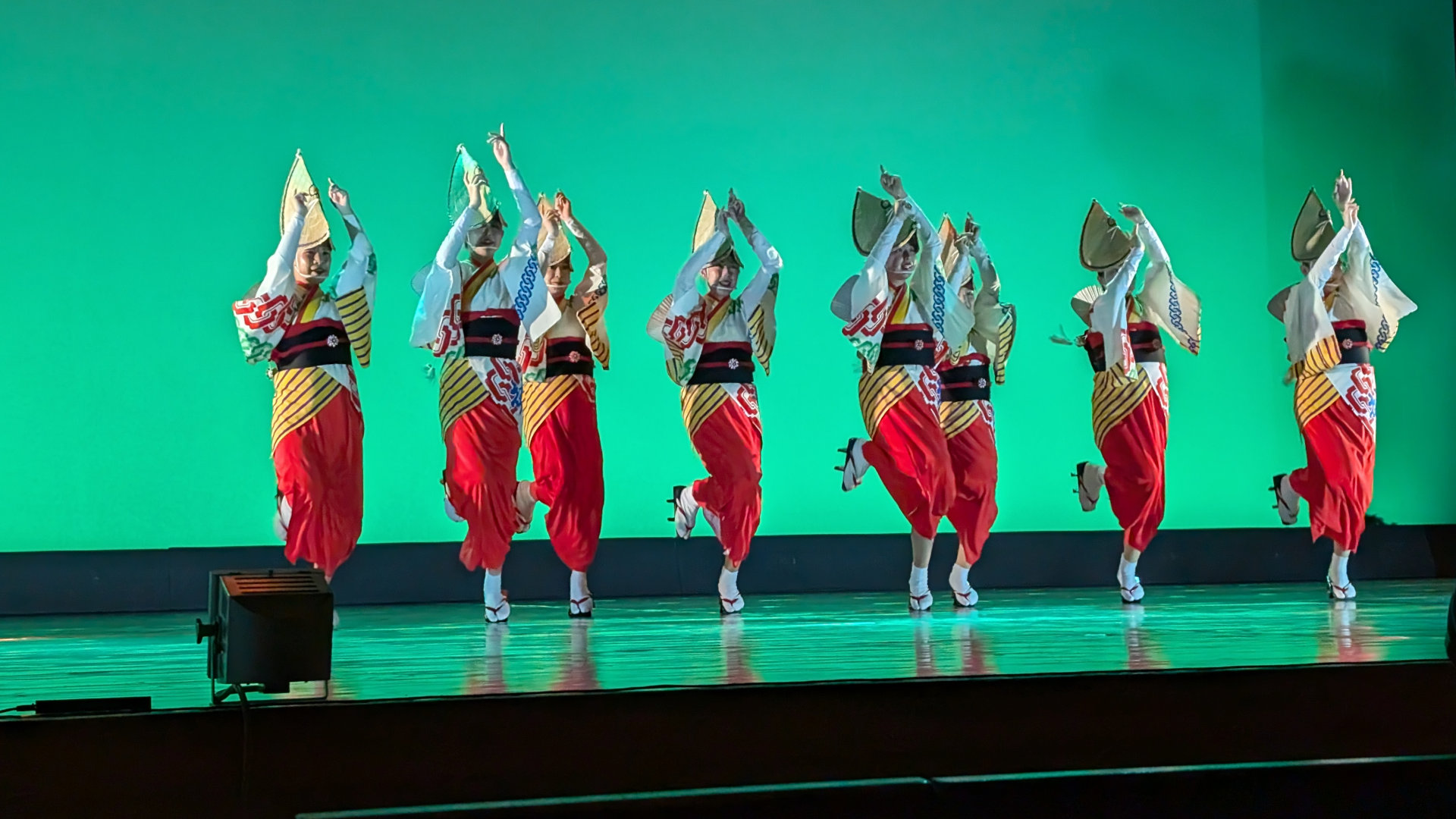
南越谷・勢連（きおいれん）の女踊り 02

## 囃子

### 鳴り物
阿波踊りに用いられる楽器は「鳴り物」と総称される。鳴り物は、踊り子の引き立て役として阿波おどりに欠かせない存在である。演舞場を通り抜ける際は、踊り子の後方にポジションをとる。基本的には以下の6つの楽器とその演奏者で構成される。近年の大学連などの少数連では鉦と太鼓が中心となっており、難易度の高い笛や三味線のようなメロディ部分が存在しないことも多い。また、尺八のような独自の楽器を取り入れる連も少なからず存在する。
笛
主旋律を奏でる。演奏に使用される笛は、篠竹で作られた篠笛が最も多い。笛はドレミ調に調律された唄用の六本調子（B♭）が標準であり、徳島や関東における複数連での合同演舞においても六本調子が用いられる。三味線と音を合わせることから、調律されていないお囃子用の笛は一般的に用いない。徳島では、より完全な調律を目指した裏穴があるみさと笛があるが、一般的な笛と運指が異なることから、阿波踊り以外で用いられることは少ない。連のスタイルによって六本調子よりも高音の七本調子（B）または八本調子（C）を使用する場合がある。三味線の調子は使用する笛の調子に合わせる。演奏曲はぞめき囃子の他、吉野川や祖谷の粉挽き唄、鳴門節、阿波小唄などの徳島を起源とする曲が演奏される。近年では、連独自の演出として、第九や童謡のメロディなど様々な曲が用いられるようになってきている。合同演奏用に基本となるメロディのぞめき囃子があるが、メロディは連によって微妙に異なる。高い音を出すまでの難易度が高く、演奏者が減りつつある。
三味線
鳴り物の中では最前列で演奏される。笛の調子に合わせて調律し、一般的に笛の六本調子に対して三味線の六本調子三下がり（三弦を本調子から一音下げる）で調律され、やや暗い音調で演奏される。徳島以外のテレビ番組で阿波おどりを表すメロディとして使われている旋律はこの三味線が奏でているメロディが殆どであり、本来主旋律として演奏している笛のメロディは全国的には知名度が低い。これはお鯉さんのような全国区でよしこのを奏でた人物が三味線で弾き語りを行ったことにも起因している。
締太鼓
一般的には大太鼓と同じリズムで演奏され、大太鼓よりも軽快なリズムで囃し立てる。締め具合で調律できる太鼓であることから、笛や三味線の調子に合わせ、三味線の二弦または三弦（三下がり）の音に合わせて締めるのが基本になっている。
大太鼓、大胴
重低音が踊り子や観客を高揚させる。重量は約10kg。締太鼓と大太鼓は基本的に平胴太鼓と呼ばれる和太鼓を用いるのが一般的。連のスタイルにより洋太鼓を使用する場合もある。
大皮、鼓
ぞめき囃子の曲に合わせた合いの手、裏打ちと表打ちを使い分ける演奏などから、難易度が高いとされる。
鉦
指揮者の役目を果たす重要なポジション。撞木（しゅもく：鉦を鳴らす棒）を用いて鳴らす。近年では笛、三味線の調子に合わせた調律鉦が発売されており、鳴り物全体の和音を目指す演奏が行われるようになってきている。

### リズム
阿波踊りは2拍子で、テンポは、早い連、遅い連と様々である。これらが連の個性を演出する重要な要素となっている。

## 各地の阿波踊り
- 徳島県内
  - 徳島市阿波おどり（徳島市）
  - 阿南の夏まつり（阿南市）
  - 鳴門市阿波おどり（鳴門市）
  - いけだ阿波おどり（三好市）
  - 小松島港まつり（小松島市）
  - 吉野川市阿波踊り大会（吉野川市）2019年迄開催。2020年から中止。
  - 鴨島阿波おどり（吉野川市）吉野川市阿波踊り大会に代わるイベント。2023年より開催。
  - うだつのまちの阿波おどり大会（美馬市）
  - つるぎ町阿波おどり大会（つるぎ町）
  - 那賀町踊ろうふるさと阿波おどり（那賀町）
  - 勝浦の阿波おどり（勝浦町）
  - 阿波市阿波おどり（阿波市）
- 関東地方
  - 東京高円寺阿波おどり（東京都杉並区高円寺）
  - 初台阿波踊り（東京都渋谷区初台）
  - 糀谷阿波おどり（東京都大田区糀谷）
  - 下北沢一番街 阿波おどり（東京都世田谷区下北沢）
  - 神楽坂阿波おどり（東京都新宿区神楽坂）
  - 東京大塚阿波おどり（東京都豊島区大塚）
  - 成増阿波おどり大会（東京都板橋区成増）
  - 中村橋阿波おどり（東京都練馬区）
  - きたまち阿波おどり（東京都練馬区）
  - 都立家政阿波おどり（東京都中野区）
  - 三鷹阿波おどり（東京都三鷹市）
  - 小金井阿波おどり（東京都小金井市）
  - 目黒銀座商店街夏祭り（東京都目黒区中目黒）
  - かわさき阿波おどり（神奈川県川崎市川崎区）
  - 神奈川大和阿波おどり（神奈川県大和市）
  - 相模原東林間サマーわぁ!ニバル（神奈川県相模原市南区）
  - 開成町阿波おどり（神奈川県足柄上郡開成町）
  - 南越谷阿波踊り（埼玉県越谷市）
  - みさと阿波おどり（埼玉県三郷市）
  - 新座阿波おどり（埼玉県新座市）
  - 狭山入間川七夕まつり（埼玉県狭山市）
  - もばら阿波おどり（千葉県茂原市）
  - 小金宿まつり（千葉県松戸市）
  - 阿波おどり@高崎まつり（群馬県高崎市）

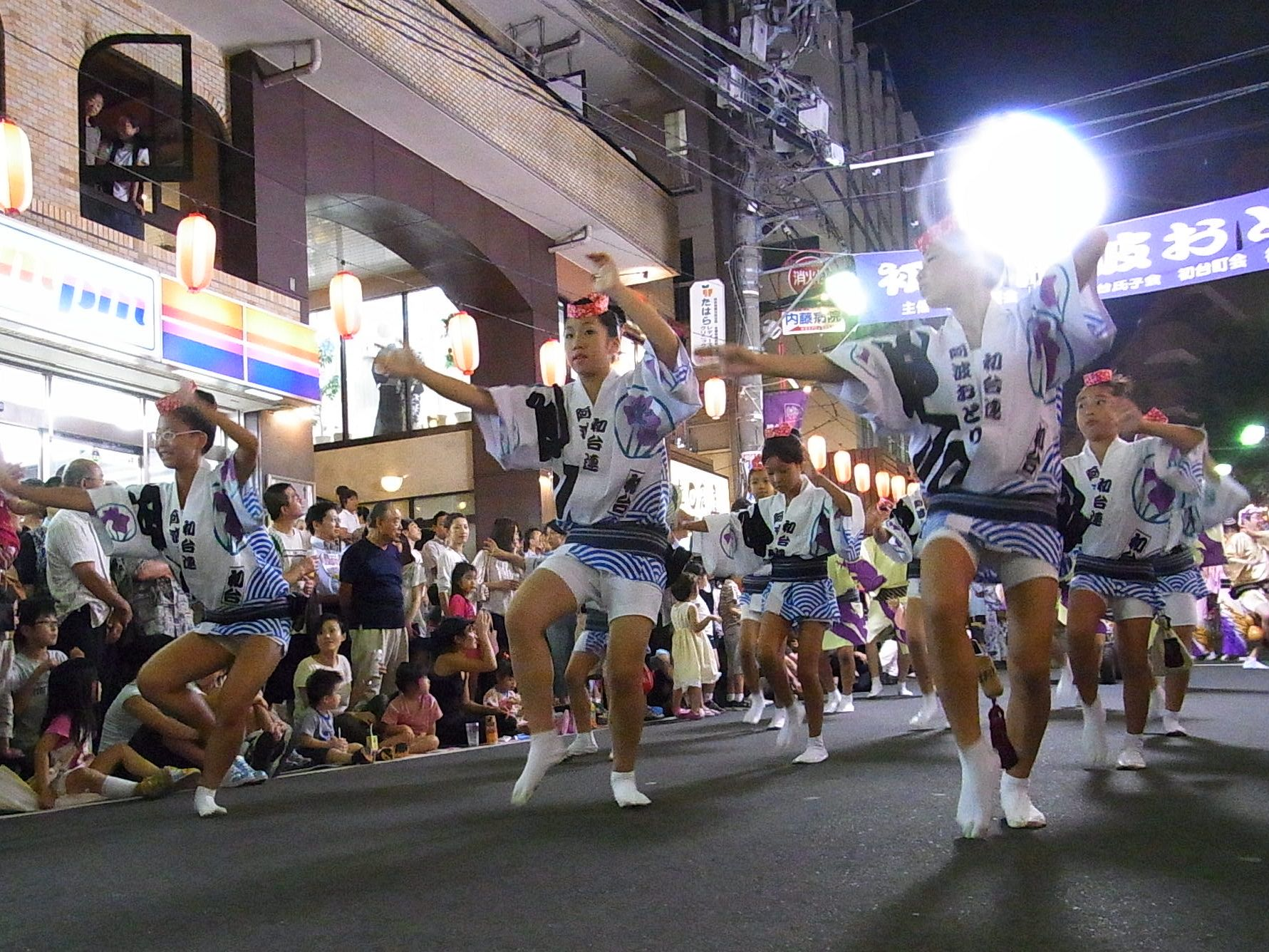
初台 阿波踊り（2010年9月22日撮影）

- 中部地方
  - すその阿波おどり大会（静岡県裾野市）
  - 大月阿波おどり（山梨県大月市）
  - 江南阿波おどり大会（愛知県江南市）
- 近畿地方
  - 北千里阿波おどり（大阪府吹田市北千里）
  - 天神天満阿波おどり（大阪府大阪市北区）
  - 淡路島まつり おどり大会（兵庫県洲本市） - 3日間の淡路島まつりの開催のうち前半2日間が「おどり大会」にあてられている。公式には阿波おどりとは称していないが、実質的には阿波おどりである。
- 中国地方
  - 備前阿波おどり祭り（岡山県赤磐市）
- 東北地方
  - みちのく阿波おどり（山形県山形市、福島県郡山市） - 毎年9月第1週に山形、第3週に郡山で開催
- 北海道地方
  - 仁木町阿波踊り（北海道仁木町）
- 海外
  - Awa Odori Paris 2015（フランスパリ）
  - 本場阿波踊り in Bangkok（タイ王国バンコク）

## 阿波踊りが登場する作品
- 小説
  - ゴールデンタイム
- 映画
  - 阿波の踊子（1941年）
  - 阿波おどり 鳴門の海賊（1957年）
  - 緋牡丹博徒 鉄火場列伝（1969年）
  - 平成狸合戦ぽんぽこ（1994年）
  - クレヨンしんちゃん ヘンダーランドの大冒険（1996年）
  - 眉山（2007年）
  - 阿波DANCE（2007年）
- 音楽
  - 石原詢子『阿波よしこの囃子』（2003年のアルバム『日本の祭り』収録）
  - バブルガム・ブラザーズ『WON'T BE LONG』プロモーションビデオ（いろは連（東京都杉並区））
  - ゆらゆら帝国『夜行性の生き物3匹』プロモーションビデオ（ひょっとこ連（東京都杉並区））
  - V6『バリバリBUDDY!』プロモーションビデオ（新粋連（東京都豊島区））
  - 平井堅『告白』プロモーションビデオ（天翔連（東京都杉並区））
  - ミライダガッキ・REFLEC BEAT colette

## 阿波踊りに関する世界記録
徳島市の松永病院の職員でつくる阿波踊り連・こけら連が連続して12時間14分30秒踊り続けるギネス世界記録を樹立（2019年）。

## 阿波踊りグッズ
- テレホンカード（日本電信電話、1987年7月16日発売）
- 絵葉書（郵政省、1987年7月21日発売）

## 関連文献
- モラエス、W.de『徳島の盆踊り - モラエスの日本随想記』、講談社学術文庫、1998年
- 週刊朝日百科『日本の祭り9 阿波おどり・よさこい祭り・管絃祭』、朝日新聞社、2004年7月20日号